# Rakkestads kommun
Rakkestads kommun (norska: Rakkestad kommune) är en kommun i Østfold fylke i sydöstra Norge. Kommunens centralort är tätorten Rakkestad.

## Tätorter
I Rakkestads kommun finns två tätorter:
- Degernes
- Rakkestad (centralort)

## Socknar
Inom Norska kyrkan motsvaras Rakkestads kommun av Rakkestads socken i Østre Borgesyssels prosteri i Borgs stift.

## Bilder

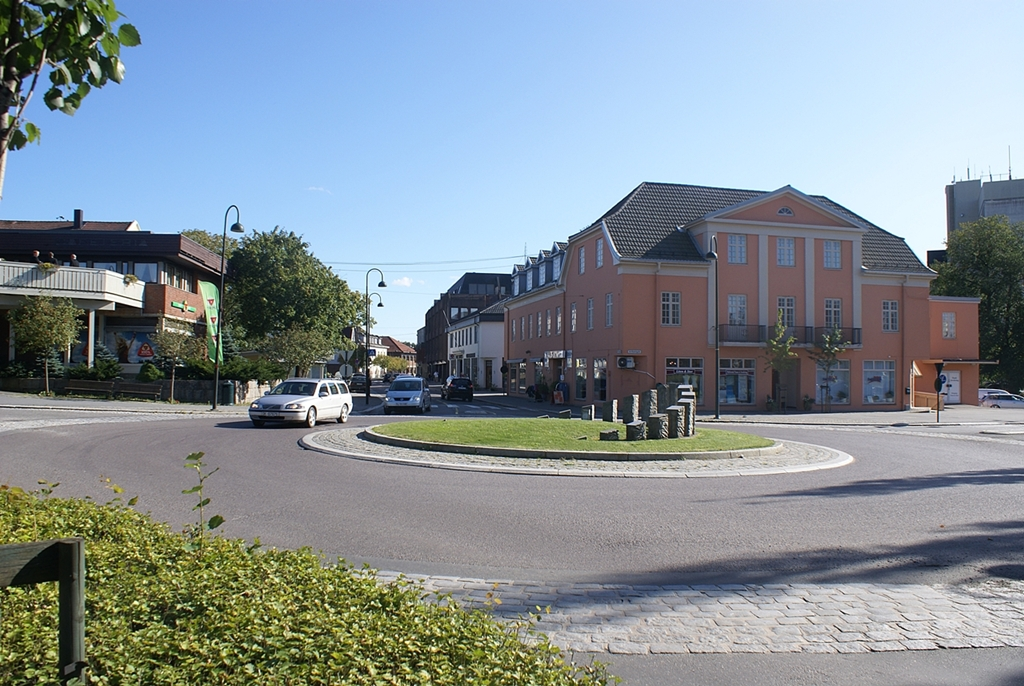
Rakkestad.
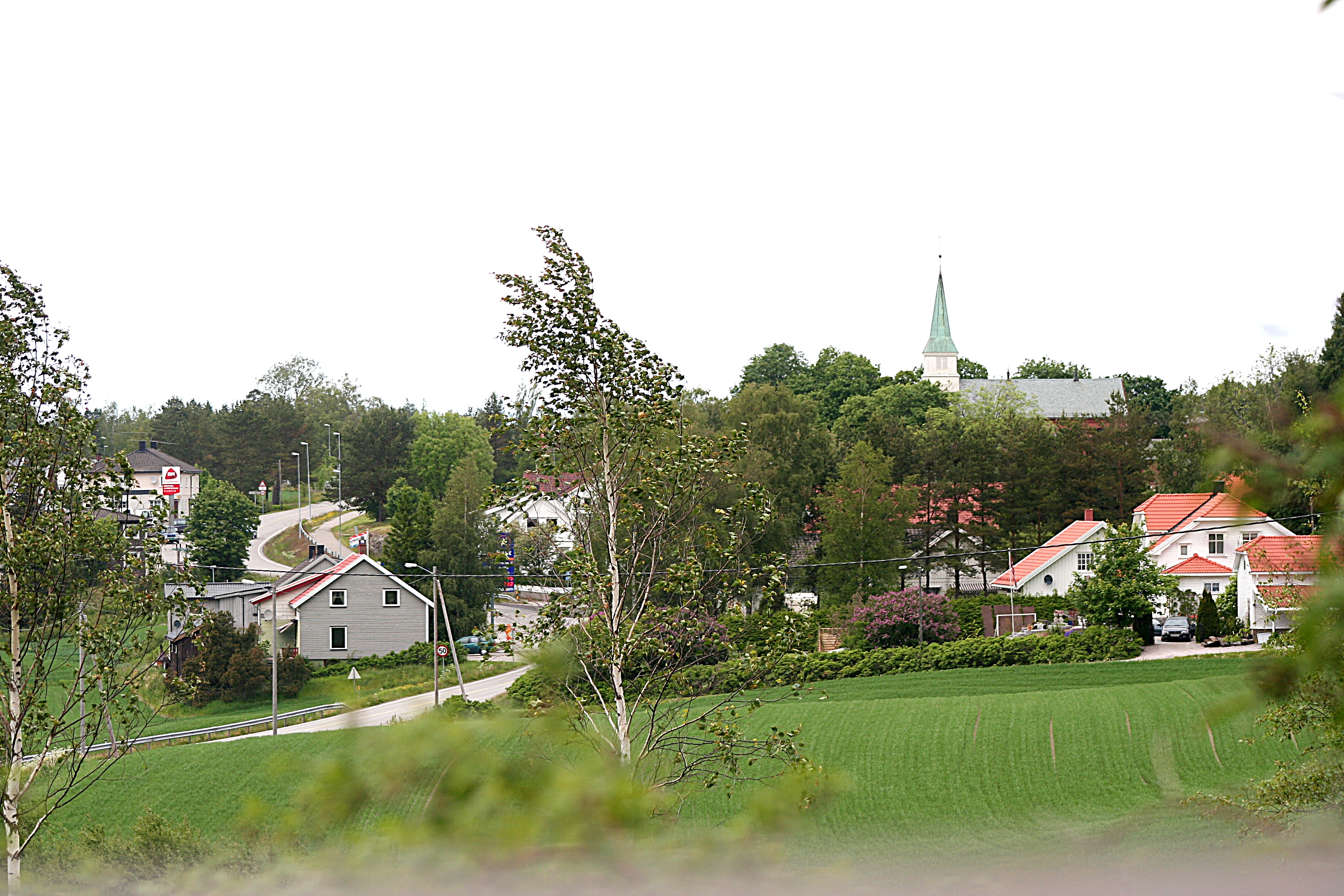
Degernes.
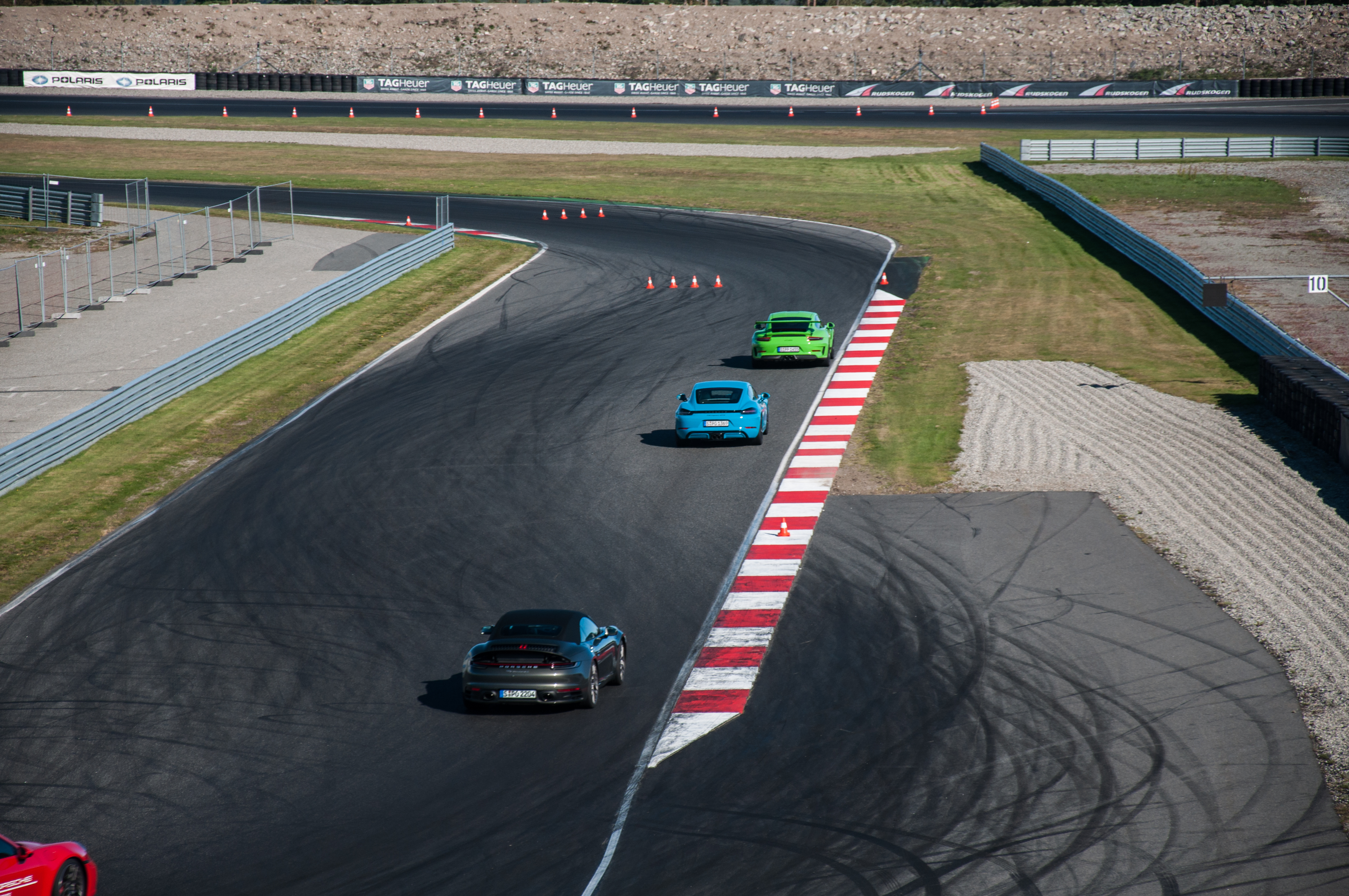
Rudskogen motorsportcenter.